# Hovedtropperne
Hovedtropperne er en selvstændig ungdomsorganisation for unge med erhvervet hjerneskade. Medlemmerne er typisk mellem 16 og 35 år. Organisationen arbejder for, at unge med senhjerneskader kan møde ligesindede enten ved sociale eller faglige aktiviteter eller virtuelt.
Hovedtropperne blev oprettet som selvstændig forening i 2008 efter at have været en ungdomsafdeling af Hjerneskadeforeningen. 
Hovedtropperne har lokale afdelinger i København, Nordjylland, Odense, Sønderjylland, Vejle´og Viborg. Hovedtropperne er medlem af SUMH – Sammenslutningen af Unge med Handicap.